# Thygater micheneri
Thygater micheneri är en biart som beskrevs av Urban 1967. Thygater micheneri ingår i släktet Thygater och familjen långtungebin. Inga underarter finns listade i Catalogue of Life.